# 그라디우스
《그라디우스》는 코나미가 제작한 일련의 진행형 슈팅 게임 시리즈이다. 1985년 출시된 《그라디우스》를 시작으로 휴대용 및 거치용 게임기, 아케이드 플랫폼로 발매됐다. 이 시리즈의 게임 다수에서 플레이어는 빅 바이퍼라는 선박을 조종한다.

## 게임
| 1981 | 스크램블                                 |
| 1982 |                                          |
| 1983 |                                          |
| 1984 |                                          |
| 1985 | 그라디우스 (네메시스)                    |
| 1986 | 사라만다 (라이브 포스)                   |
| 1987 | 네메시스 2 (MSX)                         |
| 1988 | 그라디우스 II: 고퍼의 야망               |
| 1988 | 네메시스 3: The Eve of Destruction (MSX) |
| 1989 | 그라디우스 III                           |
| 1990 | 네메시스 (게임보이)                      |
| 1991 | Gradius: The Interstellar Assault        |
| 1992 |                                          |
| 1993 |                                          |
| 1994 |                                          |
| 1995 |                                          |
| 1996 | 사라만다 2                               |
| 1997 | 그라디우스 외전                          |
| 1997 | 솔라 어설트                              |
| 1998 |                                          |
| 1999 | 그라디우스 IV                            |
| 2000 |                                          |
| 2001 | 그라디우스 어드밴스                      |
| 2002 |                                          |
| 2003 |                                          |
| 2004 | 그라디우스 V                             |
| 2004 | 그라디우스 NEO                           |
| 2005 |                                          |
| 2006 |                                          |
| 2007 |                                          |
| 2008 | 그라디우스 리버스                        |
| 2009 |                                          |
| 2010 |                                          |
| 2011 |                                          |
| 2012 |                                          |
| 2013 |                                          |
| 2014 |                                          |
| 2015 |                                          |
| 2016 |                                          |
| 2017 |                                          |
| 2018 |                                          |
| 2019 |                                          |
| 2020 |                                          |
| 2021 |                                          |
| 2022 |                                          |
| 2023 |                                          |
| 2024 |                                          |
| 2025 | 사라만다 III                             |

그라디우스 시리즈의 연혁은 다음과 같다. (단순 기종이식과 파로디우스 시리즈는 제외하였다.)
- 1985년 그라디우스
- 1986년 사라만다
- 1987년 그라디우스 2, 사라만다 (MSX), 라이프포스
- 1988년 그라디우스 II, 고파의 야망 에피소드 2
- 1989년 그라디우스 III
- 1993년 네메시스 '90 改
- 1996년 사라만다 2
- 1997년 솔라 어설트, 그라디우스 외전
- 1999년 그라디우스 IV
- 2001년 그라디우스 제네레이션
- 2004년 그라디우스 V
- 2005년 그라디우스 네오
- 2025년 사라만다 III

### 시리즈의 파생
그라디우스 시리즈는 아래와 같이 최초에서 3갈래로 나뉜다.
- 오리지널 : 후속을 그라디우스 II로 하는 것이다. 정식 스토리는 그라디우스 III에서 끝나고, 그라디우스 II에서 파생된 외전격으로 그라디우스 외전과 그라디우스 VI도 있다. 그라디우스 V는 네메시스 스토리에 오리지널의 요소를 가미한 것이다.
- 사라만다 : 후속을 사라만다로 하는 것이다. 제로스 포스와의 전투를 테마로 한다. 후속작으로 사라만다 2가 있다.
- 네메시스 (MSX) : 최초의 그라디우스를 ‘네메시스’라는 이름으로 MSX판으로 이식하고 네메시스의 연장선으로 하는 것이다. 그라디우스 2를 후속으로 하고 사라만다 (MSX)에 이어 고파의 야망 에피소드 2로 이어진다. 오리지널과 사라만다의 요소를 혼합한 그라디우스 V도 여기에 속한다. 여기에 속하는 시리즈들의 공통점이라면 모두 스토리상 ‘베놈’이라는 악역이 등장한다는 것이다.

| 그라디우스 | 그라디우스 II      | 그라디우스 III         | (파로디우스다) |
| 그라디우스 | 그라디우스 II      | 그라디우스 외전        |                |
| 그라디우스 | 그라디우스 II      | 그라디우스 IV          |                |
| 그라디우스 | 사라만다           | 라이프포스             |                |
| 그라디우스 | 사라만다           | 사라만다 2             |                |
| 그라디우스 | 사라만다           | (XEXEX(젝섹스))        |                |
| 그라디우스 | 그라디우스 2       | 사라만다 (MSX)         |                |
| 그라디우스 | 그라디우스 2       | 고파의 야망 에피소드 2 | 그라디우스 V   |
| 그라디우스 | (파로디우스 (MSX)) |                        |                |

## 개발
《그라디우스》 시리즈는 본래 마치구치 히로야스가 기획했다. 그가 일련의 개발진을 배당을 받아 '무슨 게임을 제작하겠냐'는 질문에 대해 남코의 《제비우스》를 넘는 진행형 슈팅 게임을 만들고자 답해 개발하게 됐다고 한다.

## 참조

### 내용주
1. ↑  영어: Gradius, 일본어: グラディウス